# Benterode
Benterode è una frazione (Ortsteil) del comune di Staufenberg, nel land della Bassa Sassonia, in Germania.

## Storia
Già comune autonomo nel circondario di Münden, fu soppresso e incorporato a Staufenberg il 1º gennaio 1973.